# Rivière Sainte-Anne (île d'Anticosti)
Pour les articles homonymes, voir Rivière Sainte-Anne et Sainte-Anne.
La rivière Sainte-Anne est un cours d'eau de l'île d'Anticosti se déversant dans golfe du Saint-Laurent. Elle est située dans la municipalité de L'Île-d'Anticosti au Québec (Canada).
Une seule route forestière dessert la partie intermédiaire de cette vallée. Cette route carrossable se rattache vers l'ouest à un réseau routier forestier pour les besoins de la foresterie, ainsi qu'à la route principale passant sur le versant nord de l'île.

## Toponymie
La désignation toponymique « rivière Sainte-Anne » parait dans un volume de 1904, ainsi que dans le Bulletin de la Société de géographie de Québec en 1924. Ce nom parait aussi sur une carte de 1955 de la compagnie forestière Consolidated Bathurst.
Le toponyme « rivière Sainte-Anne » a été officialisé le 5 décembre 1968.

## Géographie
La rivière Sainte-Anne tire sa source de la partie sud d'une zone de marais (altitude: 118 m) situé au centre-ouest de l'île d'Anticosti. Cette source est située à:
- 44,2 km à l'est de Port-Menier;
- 11,8 km au sud de la rive nord de l'île d'Anticosti;
- 15,6 km au nord-est de la rive sud de l'île d'Anticosti[2].

À partir de sa source, la rivière Sainte-Anne coule vers le sud entre la rivière aux Cailloux (située du côté ouest) et la rivière à la Loutre (située du côté est). Son cours descend sur 17,3 km vers le sud avec une dénivellation de 117 m, selon les segments suivants:
- 11,2 km vers le sud en recueillant un ruisseau (venant du nord-est), en recueillant la décharge (venant de l'ouest) du lac Marmen; puis vers le sud en passant sous le pont de la route forestière et en recueillant la décharge (venant du nord-est) d'un lac, jusqu'à la limite ouest du SÉPAQ Anticosti;
- 5,6 km d'abord vers le sud dans la SÉPAQ Anticosti, en courbant progressivement vers le sud-ouest, jusqu'à un coude de rivière situé à une centaine de mètres de la rive nord du golfe du Saint-Laurent; puis sur 0,4 km vers l'ouest en parallèle à la rive du golfe, jusqu'à son embouchure[2].

La rivière Sainte-Anne se déverse sur la rive sud de l'Île d'Anticosti, soit à 15,5 km au sud-est de la limite ouest de la SÉPAQ Anticosti et à 31,2 km au sud-est de Port-Menier.